# Tara Mounsey
Tara Mounsey, född den 12 mars 1978 i Concord, New Hampshire i USA, är en amerikansk ishockeyspelare.
Hon tog OS-silver i damernas ishockeyturnering i samband med de olympiska ishockeytävlingarna 2002 i Salt Lake City.